# Cammy
Cammy White es un personaje de la serie de videojuegos de lucha Street Fighter creada por Capcom. Su primera aparición fue en Super Street Fighter II - The New Challengers en 1993 junto a otros tres personajes, Fei Long, T. Hawk y Dee Jay.
Cammy también apareció en la adaptación cinematográfica de 1994 Street Fighter: La última batalla, interpretada por Kylie Minogue, así como en la película de anime Street Fighter II: The Animated Movie.

## Diseño del personaje
El equipo de investigación y desarrollo dirigido por Noritaka Funamizu ha dicho que la inclusión de Cammy en Super Street Fighter II fue motivada por su sensación de que el juego necesitaba otro personaje femenino además de Chun-Li. Fue diseñada originalmente por la misma persona que diseñó Sagat de Street Fighter y Morrigan Aensland de Darkstalkers.Para compensar por la diferencia en fuerza física, Chun-Li y Cammy eran más rápidas que los otros personajes en los juegos.

## Apariencia
Cammy es una luchadora con un cuerpo delgado pero musculoso. Ella tiene el cabello rubio de gran tamaño con 2 trenzas y un corto mechón, sus ojos son azules y su piel es bronceada y se destaca una cicatriz al costado de sus labios, sus piernas son muy contorneadas, su figura corporal es exuberante aunque algo menos dotada que otros personajes femeninos como Chun-Li o Juri Han. La estatura de Cammy es alrededor de 1,64 m.
A lo largo de los juegos ha usado diferentes atuendos, pero el que le da identidad es una malla estilo tanga de color verde, guantes rojos o marrones y botines café, con una boina militar, verde en el momento que era soldado de Shadaloo y roja siendo miembro del MI6. Siendo miembro de Shadaloo además usaba un corbatín naranja y pintura camuflada en sus piernas, qué cambió por correas y cartucheras para armas al enlistarse en el MI6.
Aunque su apariencia física no es la misma, Cammy fue claramente basada en el personaje de Gally de la serie conocida en occidente como Battle Angel Alita. Ambos son chicas humanas con cuerpos artificiales e historias trágicas, además de que en medidas y ademanes se asemejan mucho. Algunos de los movimientos emblemáticos de Cammy como el Spiral Arrow, aparecieron en las páginas de este manga primero.

## Perfil (videojuego)
Es rusa, pero su cerebro fue lavado por la organización Shadaloo usando el ADN de Bison como parte del programa «Shadaloo Dolls» (Muñecas). Su misión sería la de convertirse en huésped del espíritu de Bison en caso de que este muriera. Entrenada como soldado prototipo, Cammy se convirtió en la agente más letal de Shadaloo, siendo conocida por el nombre en clave Killer Bee (Abeja Asesina). 
Sin embargo, Cammy comenzó a tener más conciencia de sí misma y se liberó del influjo de Bison. Rebelándose contra Shadaloo, utilizando el Psycho Drive trató de liberar al resto de soldados. Vega, el asesino español, fue enviado a liquidarla, pero ante la imposibilidad de herir a una mujer tan hermosa, Vega decidió dejarla vivir. Se dice que él mismo fue quien dejó a una amnésica Cammy en las oficinas del MI6 británico.
En el MI6, Cammy se unió al grupo Delta Red en Inglaterra. Buscando pistas sobre su pasado, supo que había tenido cierta relación con Shadaloo y, concretamente, con Bison. Se presentó entonces al Street Fighter II y allí descubrió la verdad sobre su pasado. Sin embargo, aun habiéndolo recordado, Cammy decidió seguir con su nueva vida, junto a los miembros de Delta Red y todo lo nuevo que había conocido.

## Perfil (película imagen real)
En la película Street Fighter: La Última Batalla (1994), Cammy fue interpretada por la cantante y actriz Kylie Minogue. En la película, Cammy es una teniente de las Naciones Aliadas que lucha junto con Guile en su lucha por buscar y derrotar al general M. Bison.

## Voz
La voz de Cammy en los videojuegos ha sido distinta en muchos de ellos, debido a que la actriz de doblaje ha ido variando de uno a otro. La más conocida es la de Susan Hart, quien la dio voz en la serie Street Fighter Alpha, X-Men vs. Street Fighter, Marvel Vs Capcom 2 y las dos entregas de Capcom Vs SNK. Desde Street Fighter IV es la actriz Caitlin Glass la que se encarga de darle voz. 
Por otro lado, en el videojuego Street Fighter: The Movie fue la propia Kylie Minogue la actriz encargada de ponerle voz, que también interpretó a este personaje en la película.
En la película de animación Street Fighter II: The Animated Movie, Cammy fue doblada por Yôko Sasaki.

## Apariciones
- Super Street Fighter II
- Super Street Fighter II Turbo
- Street Fighter Alpha 2
- Street Fighter Alpha 3
- Street Fighter IV
- Super Street Fighter IV
- Ultra Street Fighter IV
- X-Men vs. Street Fighter
- Marvel Vs Capcom 2
- Street Fighter: The Movie
- Street Fighter II: The Interactive Movie
- Capcom Vs. SNK: Millennium Fight 2000
- Capcom Vs. SNK PRO 2000
- Capcom Vs. SNK 2: Mark of the Millennium 2001
- Cannon Spike
- Final Fight: Streetwise (aparece como rival en las luchas clandestinas)
- Namco x Capcom
- Street Fighter X Tekken (formando dupla con Chun Li)
- Street Fighter V
- Street Fighter 6
- Fortnite: Battle Royale